# KSV Schriesheim
Der Kraftsportverein Schriesheim, kurz KSV Schriesheim, ist ein Sportverein mit rund 1500 Mitgliedern aus Schriesheim (Baden-Württemberg). Der Verein bietet Sportmöglichkeiten in den Abteilungen Ringen, Boxen, Judo, Gymnastik, Akrobatik, Freizeitsport. Der Verein ist im Bereich des Breitensport einzuordnen. Vor dem Zweiten Weltkrieg waren die Abteilungen Ringen, Tauziehen und Gewichtheben das Aushängeschild des Vereins. Die derzeit erfolgreichste Abteilung im Verein sind die Ringer.
Die zweite Mannschaft der Ringer kämpft in der Verbandsliga und besteht hauptsächlich aus dem eigenen Nachwuchs.
Der Verein verfügt über eine Mehrzweckhalle, einer weiteren kleineren Halle mit separatem Aufwärm- und Konditionsraum, Fitness-Studio und einen Fanfarenzug. Die Mehrzweckhalle wurde 1977 erbaut und eingeweiht, 1988 mit dem Fitness-Studio erweitert und zu Beginn des Jahres 2011 für ein halbes Jahr geschlossen, um notwendige Sanierungen durchzuführen. Auch andere Sportvereine aus Schriesheim nutzen vorwiegend im Winter die Halle, der SV Schriesheim (Fußball) und die Schriesheim Raubritters (Baseball). Des Weiteren wird die Mehrzweckhalle noch für Schulsport genutzt. Das Vereinsheim des Fanfarenzug ist der Fanfarenzugkeller – er existiert seit 1972.

## Geschichte
Der Verein wurde im Juni 1903 auf der Strahlenburg unter dem Namen Ring- und Stemmclub Badenia in Schriesheim gegründet. 1906 war die Fahnenweihe und die Gründung der Tauzieher-Gruppe. 1923 erfolgte die Umbenennung in KSV Schriesheim. Nach der Machtübernahme durch die NSDAP 1933 wurde der Verein zwangsweise aufgelöst und enteignet. Nach dem Zweiten Weltkrieg, nahm der Verein den Sportbetrieb wieder auf. 1953 gründete der Verein einen Spielmannszug, der jedoch nur ein Jahr später in einen reinen Fanfarenzug umgewandelt wurde.

## Sportliche Erfolge
Ringen:
Im Dezember 2012 beendet das Team die Staffel als Tabellenzweiter hinter der VfK Schifferstadt und steigt damit in die Ringer-Bundesliga (Staffel Süd) auf. Für die Ringerabteilung gilt dies als der größte Erfolg der Vereinsgeschichte.
In der Aufstiegssaison standen folgende Ringer für den KSV auf der Matte: Fabian Rieser, Marc Hartmann, Matthias Schmidt, Scott Gottschling, Marcel Purschke, Nicolae Cojocaru, Georgian Carpen, Ionel Pușcașu, Konstantin Druker, Attila Tamas, Marcus Plodek, Holger Rotermund, Kai Dittrich und Adam Filipczak.
Der Kader für die Erste Bundesliga, Saison 2014:
Emil Sundberg, Christoph Ewald, Artem Gebekov, Mihai Mihut, Florian Losmann, Andrei Perpeliță, Benjamin Hofmann, Sascha Büchner, Oleg Bilotserkivskyi, Ionel Pușcașu, Marcus Plodek, Aleksandr Kazakevič, Attila Tamas, Oldrik Wagner, René Jünger, Vilnius Laurinaitis, Stefan Kehrer
Ringen:
- Karl Schmitt, Bronze, Arbeiter-Olympiade in Lüttich (1930)
- Willi Lana, Dritter deutsche Meisterschaft (1954)
- Georg Schuster (Deutscher Meister 1956)
- Heinz Beyrer (Deutscher Jugendmeister 1958)
- Volker Lorenz (Deutscher Jugendvizemeister 1982)
- Semi Ferchichi (Deutscher Jugendmeister 2001)
- Kerim Ferchichi (Deutscher Juniorenmeister 2001, Dritter Deutscher Meister 2003, 2011)
- Martin Siddiqui (Dritter Deutscher Meister 2007) 120-kg-Freistil
- Carsten Kopp (1. Deutscher Meister Kadetten 2008, EM-Teilnehmer 2008, 3. Männer Deutscher Meister 2011, 3. Junioren Deutscher Meister 2011, 5. Junioren Weltmeister 2011)
- Sören Stein, A-Jugend – Gr.-röm.: 3. Deutscher Meister 2011, 1. Landesmeister Freistil 2012
- Sebastian Schmidt, A-Jugend, Freistil: Deutscher Meister 2014
- Christoph Ewald, Männer, Freistil: Deutscher Vizemeister 2014
- Julia Steffan, Juniorinnen, Freistil: Deutsche Vizemeisterin 2015

Boxen:
- Paulos Stefanos, Deutscher Meister 1991 (Fliegengewicht)
- Zoltan Lunka, Olympiabronze in Atlanta 1996
- Rustam Rahimov, Deutscher Meister 2002, WM-Bronze 2003, Olympiabronze 2004 in Athen (Fliegengewicht)

Tauziehen:
- Deutscher Meister im Tauziehen (1923, 1924, 1927, 1949, 1950, 1953)

Gewichtheben:
- Philipp Hurst, Gold, Arbeiter-Olympiade in Lüttich (1930)

### Veranstaltungen mit überregionalem Interesse
Ringen:
- Deutsche Meisterschaften: 1983, 1994
- Badische Meisterschaften: 1979, 1989, 1992, 1999, 2001

Boxen:
- Deutsche Meisterschaften: 1978, 1988
- Intercup 1991

## Freizeitsport
1969 gründete sich die Damen-Gymnastik Gruppe. Die Abteilung der KSV Montagskicker wurde 1977 ins Leben gerufen. Seit 1998 gibt es zudem eine Walking-Gruppe.